# Christian Nielsen (remador)
Christian Noll Nielsen (Randers, 2 de agosto de 1988) é um remador dinamarquês.
Participou do Campeonato Europeu de Remo de 2009 em Portugal, onde conquistou a prata. Está ativo em Hadsund Roklub há muitos anos. No Campeonato Mundial de Remo de 2013, conseguiu a quarta colocação junto com seu irmão Jens Noll Nielsen.